# کریستف هرل
کریستف هرل (انگلیسی: Christophe Hérelle؛ زادهٔ ۲۲ اوت ۱۹۹۲) بازیکن فوتبال اهل فرانسه است.